# 青森県総合運動公園陸上競技場
青森県総合運動公園陸上競技場（あおもりけん・そうごううんどうこうえん・りくじょうきょうぎじょう）は、青森県青森市の青森県総合運動公園にあった陸上競技場兼球技場。現在は広場として一般開放されている。施設は青森県が所有し、スポルト青い森グループ（鹿内組と大坂組による企業体）が指定管理者として運営管理を行っている。

## 歴史
1966年6月に完成し、その後、1977年のあすなろ国体開催のために、スタンドの増改築を行い、1976年11月に現在の収容人数のスタンドに改修された。Jリーグの公式戦が開催されたほか、1995年8月には、サッカーフェスティバルin青森として、U-22日本代表対U-22ロシア代表の試合を行った。ラグビーでも2000年に行われたアジアラグビーフットボール大会のメイン会場となった他、高校ラグビー青森県大会でも使用された。
毎年8月の最終日曜日には青森県障害者スポーツ大会の会場としても使用される（2006年は弘前市運動公園で9月に開催）。
2006年には、再度改修工事が実施され、同年秋に完成、同年11月の全国高校サッカー選手権青森県大会準決勝より、使用を再開されている。公園内には他に、かつてプロ野球も開催されていた青森県営野球場や補助競技場などが隣接して設置されている。
2016年から2019年に、JFLに参入したラインメール青森FCが当競技場をメインとしてホーム戦を開催していた（新青森県総合運動公園球技場と交互に開催）。
2019年11月を以て補助競技場とともに供用を終了、2020年7月より補助競技場とともに広場として一般開放されている。

## 概要
- 所在地：青森市大字安田字近野234-7
- 日本陸上競技連盟第3種公認
- トラック：400m×8レーン
- 収容人数：17,000人（座席数6,500、メインスタンドのみ固定座席で他は芝生席）

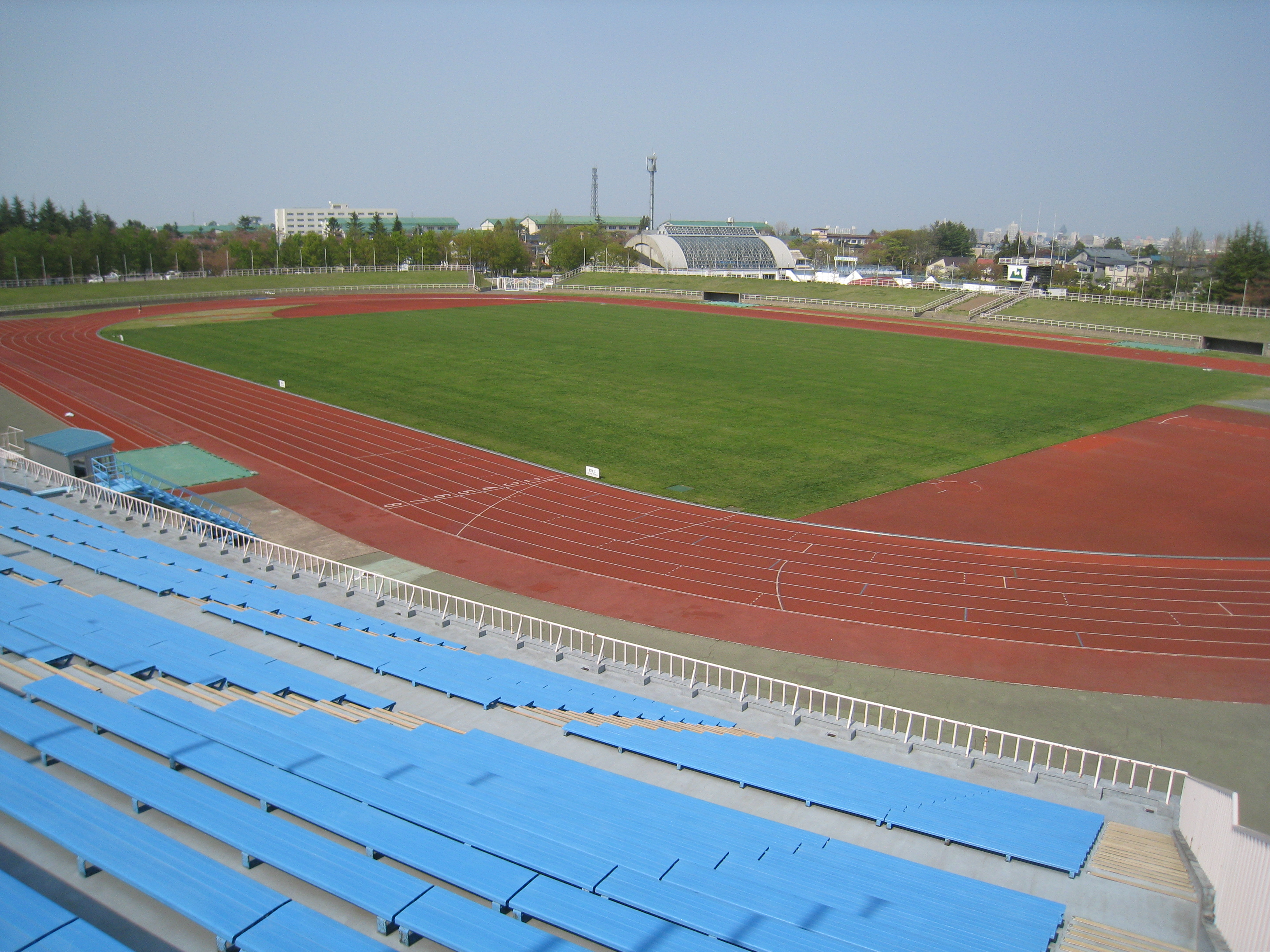
青森県総合運動公園陸上競技場ピッチ

- 得点板×2